# Perrhybris lypera
Perrhybris lypera är en fjärilsart som först beskrevs av Vincenz Kollar 1850.  Perrhybris lypera ingår i släktet Perrhybris och familjen vitfjärilar. Inga underarter finns listade i Catalogue of Life.